# بيت عقب (سنحان )

تعديل مصدري - تعديل

بيت عقب هي إحدى قرى عزلة خمس وادي جناح بمديرية سنحان وبني بهلول التابعة لمحافظة صنعاء، بلغ تعداد سكانها 1976 نسمة حسب تعداد اليمن لعام 2004.